# Droit de l'espace
Le droit de l'espace, au sens strict, est la branche du droit international qui traite des activités des États dans l'espace dit « extra-atmosphérique ».
Bien qu'il n'existe aucune limite entre l'espace aérien et l'espace cosmique (la limite atmosphérique n'étant pas reconnue en droit), les règles du droit de l'espace prévoient un régime spécifique pour les activités d'exploration et d'utilisation de l'espace « extra-atmosphérique ». Au sens large, le droit de l'espace comprend l'ensemble des règles relatives aux activités spatiales, y compris les règles de droit privé.

## Historique
Lorsqu'en 1957, l'URSS lance le premier satellite artificiel de la Terre, le Spoutnik, s'ouvre une nouvelle ère. Cette exploration (alors qualifiée de « conquête ») d'un domaine tout à fait nouveau pose très rapidement des questions de natures très diverses. Au lieu d'étendre les principes applicables à d'autres domaines du Droit des Gens, les nations ont entrepris d'instituer un corps de principes et de règles totalement nouveaux[citation nécessaire]. Celui-ci inspirera quelques années plus tard le Droit international de la Mer[citation nécessaire].
Un organe spécifique fut créé en 1959 au sein de l'Assemblée générale des Nations unies : le Comité pour l'utilisation pacifique de l'espace extra-atmosphérique. Ce Comité est secondé par deux sous-comités, dont l'un chargé des questions juridiques.
Les réponses législatives aux questions posées par la course à l'espace ont été très rapides. En 1963, l'Assemblée générale de l'ONU adoptait une résolution qui consacrait les principes fondamentaux relatifs à ce nouveau domaine d'activités. L'Espace était exploré et utilisé pour le bien commun de l'Humanité, n'était pas susceptible d'appropriation et ne pouvait être l'objet de souveraineté nationale. En outre, la responsabilité des États actifs dans ce domaine était engagée pour toutes les activités menées sous leur juridiction, qu'elles le soient par leur gouvernement ou par des particuliers. Cette résolution préfigurait les 5 grands traités du Droit de l'espace.

## Les principales sources du droit de l'espace
Les principales sources du Droit de l'Espace stricto sensu sont :

### Traités internationaux négociés au sein des Nations unies
Ils sont au nombre de cinq :
- le Traité sur les principes régissant les activités des États en matière d'exploration et d'utilisation de l'espace extra-atmosphérique, y compris la Lune et les autres corps célestes, conclu le 27 janvier 1967 et entré en vigueur le 10 octobre 1967 (dit « le Traité de l'espace »). Ce traité constitue en quelque sorte la « Charte de l'Espace ». Il reprend la plupart des principes énoncés par la Résolution de 1963 et il consacre le statut « d'envoyés de l'Humanité » des spationautes ;
- l'Accord sur le sauvetage des spationautes, le retour des spationautes et la restitution des objets lancés dans l'espace extra-atmosphérique, conclu le 22 avril 1968 et entré en vigueur le 3 décembre 1968. Ce traité prévoit les mesures en cas de retombée d'objets spatiaux, habités ou non, sur terre. Par ailleurs, il impose une obligation de secours et d'assistance aux spationautes dans l'espace extra-atmosphérique ;
- la Convention sur la responsabilité internationale pour les dommages causés par des objets spatiaux, conclue le 29 mars 1972 et entrée en vigueur le 1er septembre 1972. Elle impose aux États une forme de responsabilité internationale exorbitante par rapport au droit commun. Les États qui procèdent ou font procéder à un lancement, de même que ceux qui prêtent leur territoire ou leurs installations aux fins d'un lancement, sont solidairement tenus du dommage qui pourrait être causé par l'objet spatial ou ses composants. Cette responsabilité est basée sur la faute lorsque le dommage est causé dans l'Espace. Elle est absolue lorsque le dommage est causé à la surface de la Terre ou à un aéronef en vol ;
- la Convention sur l'immatriculation des objets lancés dans l'espace extra-atmosphérique, conclue le 14 janvier 1975 et entrée en vigueur le 15 septembre 1976. Cette convention édicte l'obligation pour l'État lançant un objet spatial d'immatriculer cet objet et de communiquer les informations relatives à son identification au Secrétaire Général des Nations unies. Un État conserve sous sa juridiction un objet immatriculé par lui[1] ;
- l'Accord régissant les activités des États sur la Lune et les autres corps célestes, conclu le 18 décembre 1979 et entré en vigueur le 11 juillet 1984[2]. Ce dernier traité rencontra sensiblement moins de succès que le précédent quant à son taux de ratification. Ainsi, les grandes puissances impliquées dans la recherche spatiale, telles que les États-Unis, la Russie, la Chine, la France..., ne l'ont pas ratifié[3]. Le fait qu'il consacre la Lune et les autres corps célestes du Système solaire comme « patrimoine commun de l'Humanité » n'y est certainement pas étranger. À cet égard, il annonçait les difficultés qu'allaient rencontrer la Convention de Montego Bay sur le Droit de la Mer et, plus particulièrement, sa partie XI relative à l'exploitation des hauts fonds marins.

### Les Résolutions de l'Assemblée générale des Nations unies
Puisqu'émis par l'Assemblée générale et non le Conseil de sécurité, ces actes internationaux n'ont pas de force obligatoire. Ils n'en constituent pas moins des normes de référence incontournables pour l'ensemble des Nations unies. Ces résolutions sont les suivantes :
- Résolution 1962 (XVIII) portant Déclaration des principes juridiques régissant les activités des États en matière d'exploration et d'utilisation de l'espace extra-atmosphérique, adoptée le 13 décembre 1963. Il s'agit du texte à l'origine des principes consacrés quelques années plus tard par les traités internationaux ;
- Résolution 37/92 sur les Principes régissant l'utilisation par les États de satellites artificiels de la Terre aux fins de la télévision directe internationale, adoptée le 10 décembre 1982. Ces principes régissent les émissions de programmes de télévision qui peuvent être directement captés hors des frontières d'un État ;
- Résolution 41/65 sur les Principes sur la télédétection, adoptée le 3 décembre 1986. Ces principes s'appliquent aux activités d'observation active de la Terre, principalement à la détection de ressources naturelles ;
- Résolution 47/68 sur les Principes relatifs à l'utilisation de sources d'énergie nucléaire dans l'espace, adoptée le 14 décembre 1992. Ces principes édictent les précautions à prendre lors du lancement de sources d'énergie nucléaire dans l'Espace ;
- Résolution 51/122 portant Déclaration sur la coopération internationale en matière d'exploration et d'utilisation de l'espace au profit et dans l'intérêt de tous les États, compte tenu en particulier des besoins des pays en voie de développement, adoptée le 13 décembre 1996. Cette Résolution présente un contenu plus politique. Elle réaffirme les principes fondamentaux du droit de l'espace ;
- Résolution 59/115 sur l'application de la notion d'État de lancement, adoptée le 10 décembre 2004. Cette résolution vise à harmoniser la mise en œuvre par les États de ce concept-clé du Droit de l'Espace ;
- Résolution 62/101 portant recommandations visant à renforcer la pratique des États et des organisations internationales intergouvernementales concernant l'immatriculation des objets spatiaux, adoptée le 17 décembre 2007. Cette résolution vise à harmoniser et à rendre plus cohérentes les pratiques respectives des États en matière d'immatriculation d'objets spatiaux, conformément aux dispositions du Traité de l'espace et de la Convention sur l'immatriculation de 1975.
- Résolution 68/74 portant recommandations sur les législations nationales relatives à l'exploration et l'utilisation pacifiques de l'espace extra-atmosphérique, adoptée le 11 décembre 2013. Cette résolution encourage les États à adopter des législations nationales qui transposent et mettent en œuvre les traités internationaux.

À côté de ces résolutions, il faut également citer celle adoptée à l'issue de la Troisième conférence des Nations unies sur l'exploration et l'utilisation pacifique de l'espace extra-atmosphérique qui s'est tenue à Vienne, en juillet 1999. Il s'agit, là aussi, d'un texte éminemment politique.
En 2007, le Comité des Nations unies pour les Utilisations pacifiques de l'Espace extra-atmosphérique a entériné un ensemble de Lignes directrices pour la réduction des débris spatiaux. Ces lignes directrices sont largement basées sur celles préconisées par l'IADC (Comité inter-agences sur les débris spatiaux).
En 2009, au terme d'un effort conjoint du Sous-Comité scientifique et technique du Comité des Nations unies pour les Utilisations pacifiques de l'Espace extra-atmosphérique et de l'Agence internationale pour l'Énergie nucléaire, un Cadre de sûreté pour l'utilisation de sources d'énergie nucléaire dans l'espace extra-atmosphérique a été adopté.

## Les autres sources du droit de l'espace
Outre les traités et les résolutions des Nations unies, d'autres instruments internationaux sont sources de droit de l'espace :
- certains accords internationaux multilatéraux, comme l'Accord intergouvernemental pour le développement et l'utilisation de la Station spatiale internationale, conclu en 1988 et révisé en 1998 ;
- certains accords bilatéraux entre États ou organisations internationales ;
- certains actes ou traités fondateurs instituant des organisations internationales spécialisées ou actives dans le domaine des activités spatiales (Convention de l'Agence spatiale européenne, Convention EUMETSAT, Constitution, Convention et règlements de l'Union internationale des télécommunications, etc.) ;
- à certains égards, les législations nationales constituent un apport au droit de l'espace. Des pays comme les États-Unis, la France, le Royaume-Uni, l'Australie, la Russie, la Suède ou le Canada disposent de législations spatiales (exemple : loi relative aux opérations spatiales), dont certaines instituent des organismes ou agences spécialisées (exemple : NASA) ;
- enfin, le droit international demeure la source fondamentale du droit de l'espace: les principes généraux, la Charte des Nations unies, la jurisprudence internationale (même s'il n'existe à ce jour aucune jurisprudence internationale en matière spatiale).

## Les principes fondamentaux

### Le principe de la liberté d'exploration et d'utilisation
Le principe de liberté d'exploration et d'utilisation de l'espace établi à l'article 1 du traité de 1967, ne bénéficie qu'aux États. Les entités privées ne peuvent utiliser librement l'espace qu'à la condition d'y avoir été autorisées par leur État de rattachement (article VI du traité de 1967).
Selon ce principe, dont certains auteurs estiment qu'il est devenu règle de droit international coutumier, aucun État ne peut se voir imposer des restrictions ou des conditions par un autre État pour explorer et utiliser l'espace conformément au droit international. Ce principe est souvent mis en avant par les États qui souhaitent utiliser l'Espace comme source d'informations stratégiques sur les activités d'États tiers. Ainsi, le survol du territoire d'un État par un satellite de reconnaissance est, en principe, libre.
L'exercice de ce principe va souvent de pair avec la question de la définition et/ou de la délimitation de l'espace extra-atmosphérique par rapport à l'espace aérien qui est, lui, susceptible d'être soumis à une juridiction nationale. L'absence de délimitation en droit international est utilisée comme argument par les partisans de la conception fonctionnelle du droit des activités spatiales. Selon cette conception, peu importe le milieu dans lequel l'objet spatial évolue, ce sont ses caractéristiques techniques et sa finalité qui entrent en ligne de compte pour déterminer si l'on a affaire à des activités spatiales ou non. Mais avec l'apparition d'objets mixtes cette approche a perdu de sa pertinence.
Pour l'heure, il existe un consensus tacite sur le fait que la limite entre l'air contraint et l'espace libre se situe aux environs de l'orbite la plus basse à laquelle un objet peut rester satellisé autour de la terre. La liberté s'exercerait donc à partir de l'altitude de 100 km à 110 km. Mais entre l'orbite la plus basse, et l'altitude la plus haute à laquelle peut voler un aéronef (le record étant de 37.850 mètres) juridiquement rattaché à la réglementation de l'espace aérien, existe une zone grise indéterminée.

### Le principe de non appropriation
Le principe de non-appropriation, établi à l'article 2 du traité de 1967, prohibe l'appropriation nationale de l'espace et des corps célestes par proclamation de souveraineté, par voie d'utilisation, par voie d'occupation, ni par aucun autre moyen. Il doit être lu en corrélation avec le principe de liberté et compris comme s'opposant à la création de monopole et favorisant la coexistence simultanée de plusieurs compétences, politiques et actions individuelles.
Ce principe doit être concilié avec le maintien des droits de propriété privée sur les objets ou matériaux qui sont envoyés dans l'espace et sur les corps célestes (article VIII du traité de 1967).
D'aucun considèrent que de cette absence de souveraineté nationale découlerait l'absence de toute juridiction susceptible de fonder un droit subjectif. Ainsi, la personne qui revendiquerait l'un ou l'autre droit subjectif (propriété, usage, etc.) sur tout ou partie de l'Espace ne pourrait fonder cette revendication sur aucune loi applicable. Mais en réalité, la souveraineté nationale existe bel et bien dans l'espace et d'ailleurs les États d'immatriculation conservent la juridiction et le contrôle sur les objets lancés (convention de 1975) quant aux personnes transportées dans l'espace elles restent sous la juridiction de leur État de nationalité (Accords sur la station spatiale 1998), comme elle existe en haute mer (loi du pavillon), simplement elle doit cohabiter avec toutes les autres souverainetés.
Pour l'appropriation des ressources planétaires on a pu envisager idéalement un système similaire à celui mis en place par la Partie XI de la Convention de Montego Bay sur le Droit de la Mer permettant d'octroyer des droits à des entreprises afin de leur permettre d'exploiter certaines zones riches en ressources minérales sur la Lune ou sur d'autres corps célestes. C'est d'ailleurs sur ce postulat qu'est bâti l'article 11 de l'Accord sur la Lune de 1979 qualifiant ces ressources de Patrimoine commun de l'humanité.
Mais ce n'est pas ce qui se dessine concrètement dans les politiques spatiales actuelles, d'une part car le Traité de 1979 n'a jamais été ratifié par aucun des grandes puissances spatiales, d'autre part les législations nationales récentes aux États-Unis (2015) et les projets d'autres en cours vont dans le sens d'autorisation d'exploitation planétaire purement nationales, enfin le mouvement d'accaparement, de marchandisation et de patrimonialisation des orbites et des fréquences est plus qu'évident aujourd'hui

### Le principe de la conformité au droit international
Si ce principe semble évident, il détermine de manière objective les contours de certaines notions et de certains autres principes, tel que celui de l'utilisation à des fins pacifiques.
La conformité au droit international est également un élément fondamental de l'exercice de la liberté d'utilisation de l'Espace. Elle implique notamment le respect du principe de non agression et de règlement pacifique des différends.

### Le principe de l'utilisation à des fins pacifiques
Ce principe se déduit de plusieurs dispositions du Traité de l'espace de 1967, dont l'article III qui cite le maintien de la paix et de la sécurité internationale comme objectif poursuivi par la conformité des activités spatiales au droit international, et l'article XI du même Traité qui vise à favoriser, par l'échange d'informations, la coopération internationale en matière d'exploration et d'utilisation pacifiques de l'espace extra-atmosphérique. Les débats sur la notion d'utilisation pacifique montrent un consensus entre les États sur le fait qu'est pacifique toute utilisation qui n'est pas agressive.
En ce qui concerne les corps célestes (Lune, planètes), il est explicitement disposé que leur utilisation ne peut se faire qu'à titre exclusivement pacifique. Y est d'ailleurs prohibée toute activité militaire. En revanche l'implication de personnel militaire (par exemple à des fins scientifiques) n'est, elle, pas interdite.
En ce qui concerne plus particulièrement les orbites terrestres, le traité de 1967 prévoit une démilitarisation partielle en interdisant le placement d'armes de destruction massive (article IV). L'emploi d'autres armes est donc implicitement autorisé, sous réserve de conformité au droit international et de certaines zones protégées tels les corps célestes sur lesquels toute arme est prohibée.
L'utilisation à des fins scientifiques ou technologiques de sources d'énergie nucléaire n'est pas interdite mais réglementée par la Résolution de l'Assemblée Générale des Nations unies 47/68 (cf. plus haut).
En dehors de ces derniers cas, force est de constater que les activités militaires dans l'espace extra-atmosphérique sont une réalité depuis le début de l'Ere spatiale. Les récents développements en vue d'une « arsenalisation » de l'Espace poussent certaines nations (États-Unis, Russie, Chine, Israël) à s'engager dans une nouvelle courses aux armements spatiaux et boucliers spatiaux.

### Le principe d'assistance mutuelle
Ce principe commande aux nations actives dans l'espace extra-atmosphérique de porter assistance aux représentants ou aux ressortissants d'autres nations en cas de danger. Cette assistance ne se limite pas au secours dans l'Espace mais également à la surface terrestre. Ainsi, un statut spécial d'envoyé de l'humanité est conféré aux spationautes. Ce statut leur octroie une protection quelque peu similaire à celle des diplomates, garantissant leur sauvegarde et leur retour dans leur pays.

### Le principe de la responsabilité internationale
Ce principe présente une double facette.
Il s'agit d'abord de responsabiliser chaque État aux risques que présentent les activités spatiales. Il s'agit ensuite de ménager des recours effectifs et utiles à la victime du dommage. Un système reposant sur deux mécanismes de responsabilité distincts a dès lors été mis sur pied.

#### Autorisation et surveillance continue
La première forme de responsabilité internationale est prévue par l'article VI du Traité de l'espace. Cette disposition prévoit que les États (parties) sont responsables du point de vue international de leurs activités spatiales nationales, que celles-ci soient menées par leur Gouvernement ou par leurs ressortissants particuliers. L'article VI impose aux États parties une obligation d'autorisation et de surveillance continue de ces activités.
Ce système est exceptionnel par rapport à la théorie générale de la responsabilité internationale des États, dans laquelle un État n'est pas responsable, du point de vue international, du fait de ses ressortissants nationaux. Il est également exceptionnel par rapport à la responsabilité aquilienne de droit civil interne français où le dommage n'est pas un élément constitutif de la responsabilité internationale. Il n'est pris en compte que dans la perspective d'une réparation. Or, l'interprétation de l'article VI « absolutiste » revient à faire un lien direct entre le fait (les activités spatiales) et le dommage, puisqu'il n'est nullement requis de faire la preuve d'un acte objectivement illicite (violation d'une obligation internationale).
Le libellé de l'article VI du Traité de l'espace de 1967 a donné lieu à beaucoup de discussions et est sujet à controverse. Ainsi existe une école qui considère qu'il ne serait pas démontré que le législateur international ait voulu créer une responsabilité absolue à charge de l'État (le caractère absolu découlant d'une part, de l'absence de fait illicite et, d'autre part, de l'absence de toute possibilité d'exonération sans limite du montant de la réparation). Cette interprétation restrictive considère que l'article VI du Traité de l'espace ne ferait que préciser l'obligation imposée à l'État, en l'occurrence la mise en place et en œuvre d'un régime d'autorisation et de surveillance continue. Ce n'est que si l'État restait à défaut de mettre en œuvre de manière effective un tel régime que sa responsabilité internationale pourrait être engagée. Encore une fois, il ne s'agirait là que d'un cas particulier de la responsabilité internationale et non d'une exception, puisque l'État serait tenu de sa propre défaillance et non de celui de ses ressortissants nationaux.
Cette interprétation est erronée car elle ignore l'origine historique et politique de l'article VI qui fut un compromis entre les États-Unis, partisans de la présence d'entités privées dans l'espace et l'URSS, partisans d'un monopole étatique dans l'espace. Le compromis entre les deux positions a consisté à prévoir certes la présence des entités privées mais en contrepartie, à établir une responsabilité absolue des États pour les activités de ces entités.
Reste cependant des incertitudes liées à la notion d'activités spatiales nationales et d'État approprié. L'article VI ne définit en effet pas quel(s) est ou sont le(s) critère(s) pertinent(s) pour déterminer la nationalité des activités (contrairement aux biens ou aux personnes qui peuvent être localisées matériellement). Certains États considèrent qu'il s'agit tant des activités menées sous leur juridiction que des activités menées par leurs ressortissants nationaux. D'autres États (Belgique, Pays-Bas) considèrent au contraire que seul le lieu où sont menées les activités constitue un critère pertinent. La question à son importance lorsque l'on s'interroge sur le champ d'application de l'obligation d'autorisation et de surveillance imposée à l'État. Si l'on considère que les activités soumises à autorisation et à surveillance continue peuvent être menées hors de la juridiction de l'État approprié, notamment sur le territoire d'un État tiers, il faut accepter que la mise en œuvre effective de l'autorisation et de la surveillance continue soit soumise à l'autorisation de l'État du lieu où les activités sont menées. Cette interprétation revient donc à rendre l'État responsable d'activités qui sont menées hors de sa juridiction.

#### Dommage causé par des objets spatiaux
La seconde forme de responsabilité internationale liée aux activités spatiales est la responsabilité pour dommage prévue par l'article VII du Traité de l'espace. Il s'agit d'une responsabilité financière organisée précisément par la convention de 1972, elle requiert un dommage causé par un objet spatial.
En anglais, la distinction est facilitée par l'emploi de termes distincts selon que l'on parle de la responsabilité internationale visée à l'article VI du Traité de l'espace (« responsibility ») ou de la responsabilité pour dommage visée à l'article VII (« liability »). Bien que l'on parle de responsabilité pour dommage, il s'agit bien d'une responsabilité internationale du fait qu'elle ne se conçoit et ne s'exerce qu'entre États.
Le traité de 1967 et la Convention de 1972 ont prévu deux types de responsabilité en fonction du lieu où se produit le dommage :
- dans l'air et/ou à terre , la responsabilité est objective, absolue, sans plafonnement.
- dans l'espace, il s'agit d'une responsabilité pour faute.

Cette responsabilité découle de la qualité d'État de lancement qui est définie comme l'État qui procède au lancement, qui fait procéder au lancement, qui prête son territoire ou qui prête ses installations aux fins du lancement. Plusieurs États peuvent être solidairement responsables du dommage. Il s'agit là d'une application de la théorie dite du risque créé.
La responsabilité générale de l'article 6 et celle financière de l'article 7 sont donc bien distinctes: la première porte sur des activités spatiales, la seconde porte sur des objets spatiaux. La première vise à assurer l'encadrement gouvernemental des activités spatiales, la seconde vise à assurer la réparation du dommage. Dans la première forme de responsabilité, on ne conçoit qu'un seul État responsable. Dans la seconde, plusieurs États peuvent être tenus solidairement.
À ce jour, il n'existe pas de cas judiciaire de mise en œuvre de responsabilité internationale liée aux activités spatiales. Le cas de la retombée, en 1979, sur le territoire nord-canadien, du satellite soviétique COSMOS 954 n'a pas abouti à un contentieux judiciaire international et a été résolu par voie diplomatique. Toutefois, à l'instar de la responsabilité internationale prévue par l'article VI du Traité de l'espace, la responsabilité pour dommage est sujette à discussions, en particulier quant à son étendue. L'évolution technologique et économique des activités spatiales est à l'origine de ces discussions qui portent sur le contenu exact de la notion d'État de lancement. La Résolution de l'Assemblée Générale des Nations unies 59/115 (cf. plus haut) n'a pas permis d'aboutir à une définition claire de cette notion et des critères qui la sous-tendent.
Cette évolution a abouti à l'apparition de problématiques liées à certains types d'activités mettant en jeu des objets spatiaux.
En premier lieu, dans les années 1980, les activités commerciales, menées par des opérateurs privés, se sont étendues aux activités de lancement jusque-là monopolisées par les Gouvernements. En second lieu, de nouvelles techniques de lancement sont apparues, notamment à l'aide de bases de lancement mobiles opérées depuis la haute mer. Ces deux phénomènes ont nécessité une interprétation de l'article VII du Traité de l'espace afin de répondre à deux problématiques.
La première problématique est liée au critère pertinent à appliquer pour déterminer le ou les État(s) de lancement lorsque ce lancement est exécuté et commandité par des firmes privées pour leur propre compte. Dans ce cas, une première approche est de considérer la nationalité de l'opérateur et d'en déduire que l'État dont il est ressortissant procède ou fait procéder au lancement. Cette approche permet d'étendre la couverture de la victime à l'État de la nationalité de l'opérateur. Selon les tenants de l'école d'interprétation restrictive de la responsabilité, il est souligné que cela a pour conséquence de faire peser sur cet État une insécurité juridique. La responsabilité pour dommage serait susceptible de créer une dette très importante dans le chef de l'État sans qu'il lui soit loisible d'intervenir pour interdire ou conditionner le lancement. Une approche alternative est de considérer que l'interprétation de chacun des quatre critères définissant l'État de lancement doit nécessairement aboutir à identifier au moins un État responsable du dommage. Ceci mène à la seconde problématique.
Cette seconde problématique est illustrée par les activités de la compagnie « Sea Launch » qui opère des lancements à partir d'une base mobile montée sur une plateforme marine et ancrée, pour les besoins du lancement, en haute mer à hauteur de l'équateur. Certains spécialistes ont fait remarquer que, dans le cas d'un lancement commandité exclusivement par un particulier de droit privé, cette situation pouvait aboutir à l'absence de tout État responsable en cas de dommage causé par l'objet spatial. Mais ce risque est uniquement un objet de débat théorique, en réalité, ce qui compte c'est que l'activité a forcément été initialement autorisée (ne serait-ce qu'à travers la procédure d'obtention d'une orbite et de fréquences), et dans le cas de Sea Launch la plate-forme a été immatriculée, les navires ont un pavillon national, les personnes privées ont une nationalité, etc. Il est donc toujours possible de trouver un, voire plusieurs États de rattachement, responsables.

### Le principe de juridiction sur les objets spatiaux
Ce principe est lié à celui de la responsabilité. Afin que les objets spatiaux (habités ou non) restent soumis à une juridiction nationale et au contrôle d'un État, il est prévu qu'ils soient immatriculés par cet État. L'immatriculation a un effet constitutif de juridiction sur l'objet spatial et à son bord. L'État d'immatriculation doit en outre exercer son contrôle sur l'objet spatial.
L'obligation d'immatriculation à proprement parler découle de la Convention sur l'immatriculation de 1975, même si une telle immatriculation était déjà prévue par la Déclaration sur les Principes régissant les activités des États dans l'espace extra-atmosphérique (Résolution AGNU 1962 (XVIII), adoptée le 13 décembre 1963) et par l'article VIII du Traité de l'espace.
L'immatriculation est réservée à l'État de lancement de l'objet spatial ou à l'un d'entre eux lorsqu'il y a plusieurs États de lancement (cf. plus haut). Cette règle n'est pas sans poser problème actuellement étant donné la pratique du transfert d'activités en orbite. Certaines activités d'opération spatiale (commerciales ou institutionnelles) peuvent en effet être transférées d'un opérateur à un autre pendant la durée d'exploitation d'un satellite. Lorsque le nouvel opérateur est établi ou a établi ses activités dans un pays (Pays B) qui n'est pas celui de l'opérateur initial (Pays A) et qui n'est pas « État de lancement » de ce satellite, il se peut que ce transfert emporte la responsabilité internationale prévue par l'article VI du Traité de l'espace. Le Pays B peut se voir contraint d'autoriser et de superviser les activités du nouvel opérateur. Toutefois, n'étant pas État de lancement, il ne peut immatriculer le satellite, ni donc y exercer sa juridiction et son contrôle. De l'autre côté, le Pays A, en tant qu'État de lancement, demeurera responsable pour le dommage causé par ce satellite sans pouvoir exercer de supervision sur l'opérateur établi dans le Pays B.
Des « transferts d'immatriculation » ont été considérés dans certains cas, dont celui de la reprise de l'exploitation de satellites en orbite par la société néerlandaise New Skies Satellites. Ces satellites étaient repris dans la base de données informelles des Nations unies comme des objets dont le lancement avait été commandité par les Pays-Bas. À la différence du Registre international des objets spatiaux, cette banque de données informelles tenue par le Bureau des Affaires spatiales de l'ONU rassemble des informations non officiellement communiquées par les États sur les objets spatiaux n'ayant pas fait l'objet d'une immatriculation en bonne et due forme. Une Note verbale des Pays-Bas, datée du 29 juillet 2003, a rectifié cette information en déclarant que les objets spatiaux dont question avaient été livrés à New Skies Satellites en orbite par une compagnie qui ne relevait pas de la juridiction des Pays-Bas. Dès lors, les Pays-Bas n'étaient pas à même d'immatriculer l'objet, ni de communiquer au Secrétaire Général des Nations unies les données pertinentes pour cette immatriculation. Toutefois, sur base de l'article XI du Traité de l'espace qui prévoit l'échange de données générales relatives aux activités spatiales respectives des États parties, les Pays-Bas ont pu transmettre un certain nombre de données afférentes auxdits satellites. Par la même Note verbale, les Pays-Bas reconnaissaient leur responsabilité internationale en vertu de l'article VI du Traité de l'espace pour les activités de New Skies Satellites portant sur ces satellites. Dans le même temps, ils déniaient toute responsabilité au titre de l'article VI pour le dommage qui serait causé par les satellites, contestant leur qualité d'État de lancement. Les Pays-Bas prétendaient également à exercer leur juridiction et leur contrôle sur lesdits satellites. Cette dernière assertion est assez étonnante puisque la juridiction et le contrôle sur l'objet spatial sont réservés à l'État d'immatriculation et que cette qualité dépend directement et nécessairement de celle d'État de lancement précisément contestée dans leur chef par les Pays-Bas.
Ce cas d'espèce illustre le décalage existant entre d'une part l'État chargé d'autoriser et de superviser les activités et, d'autre part, l'État exerçant sa juridiction et son contrôle sur l'objet spatial et portant la responsabilité du dommage que cet objet pourrait causer. Cette situation est l'une des conséquences du phénomène de privatisation des activités spatiales qui rend ces activités de plus en plus complexes, notamment du fait d'élément d'extranéité et d'internationalisation.
Une autre question technique se pose quant à l'immatriculation d'objets spatiaux par des organisations internationales intergouvernementales (cf. plus bas).
Quoi qu'il en soit, le principe de l'immatriculation des objets spatiaux poursuit deux objectifs essentiels pour la sécurité et la viabilité des activités spatiales :
- permettre l'identification de l'État de lancement ou de l'un des États de lancement, notamment afin de ménager à la victime du dommage causé par cet objet un recours effectif en réparation ;
- assurer que les activités menées à bord de l'objet spatial (soit par des êtres humains, soit par télécommande) soient soumises à la juridiction et au contrôle d'un État. Ainsi, la création de propriété intellectuelle ou d'informations classifiées à bord d'un objet spatial peut se faire dans un cadre juridique déterminé. Il en va de même pour les crimes et délits qui pourraient être commis à bord d'un objet spatial.

### Droit de survol inoffensif des territoires
C'est un droit inspiré du droit de passage inoffensif existant dans les eaux territoriales, découlant d'un droit coutumier lui-même bien plus ancien. À très haute altitude, inférieure à 100 km (au-delà, on est dans l'espace extra-atmosphérique, international, mais dont la limite, bien que traditionnellement fixée à 100 km (ligne de Kármán), n'est pas définie juridiquement), les satellites (même militaires) sont considérés comme bénéficiant par défaut d'un « droit de passage » au-dessus du territoire des autres États si ce passage est « inoffensif » et nécessaire à la mise sur orbite, ou au retour sur Terre.
Des questions juridiques complexes se posent relativement à la militarisation de l'espace, la pollution et de l'atmosphère (via les avions, fusées, civiles ou militaires, les actes de guerre et d'entrainement), ainsi que relativement à la gestion des débris spatiaux et d'engins retombant sur Terre (radioactifs pour certains) ; plusieurs résolutions des Nations unies adoptées à de fortes majorités, par des pays de nature idéologiques et politiques variés, ont dès 1987, exprimé les « graves préoccupations » ressenties par la plupart des membres de l'ONU face au « danger que constitue pour l'homme la course aux armements dans l'espace extra-atmosphérique ».

### Le principe de non-interférence, de non-dégradation et de non-contamination
Il s'agit d'éviter que les activités des États ne causent des effets préjudiciables ou des modifications nocives de l'environnement spatial ou de l'environnement terrestre. La mise en œuvre de ce principe repose notamment sur des consultations internationales préalables à toute activité pouvant être préjudiciable. Cette disposition peut notamment justifier l'action préventive contre des États dont les activités sont susceptibles de générer des débris spatiaux. Toutefois, une telle action demeure fort théorique: l'exemple du tir de destruction d'un satellite déclassé par l'armée chinoise en janvier 2007 montre qu'alors de telles consultations auraient pu être utiles. Elles n'ont pas été envisagées dans le cadre du Traité de l'espace et ce, pour des raisons stratégiques liées à des intérêts de défense. Il en a été de même du tir de destruction par l'armée américaine d'un satellite espion à la dérive en février 2008. Cependant, à la différence du tir chinois, la destruction du satellite américain a limité le nombre de débris créés ainsi en orbite.
Un autre cas d'application de ce principe est l'importation de matériel biologique sur d'autres planètes qui peut interférer avec la recherche de formes de vie. Cette hypothèse a été soulevée dans le cadre de l'exploration de la planète Mars.

### Le principe de transparence et de libre accès aux installations et équipements
Un rôle particulier est réservé au Secrétaire Général des Nations unies pour collecter l'information transmise par les États au sujet de leurs activités spatiales et pour rendre cette information accessible aux autres États et à la Communauté scientifique.
En outre, sur le modèle de ce que prévoit le Traité sur l'Antarctique de 1959, un système de contrôle mutuel des États par voie de visites de leurs installations et équipements respectifs est applicable aux activités menées sur les corps célestes.

## La question de la reconnaissance des organisations internationales par le Droit de l'Espace
Le Droit de l'Espace a été élaboré au sein de l'Organisation des Nations unies et, plus précisément, du Comité des Nations Unies pour l’utilisation pacifique de l'espace extra-atmosphérique (UNCOPUOS). Il s'agit d'un droit essentiellement inter-étatique dans lequel les organisations internationales ne sont pas reconnues sur le même pied que les États. La raison en est sans doute une certaine méfiance dans le contexte de la Guerre froide pour des organisations de type politique (OTAN, CEE) et la relative inexistence d'organisations spécialisées (naissance de l'ELDO et de l'ESRO, précurseurs de l'Agence spatiale européenne (ESA), en 1964 et de l'ESA elle-même en 1975).
Les traités de l'Espace ont prévu la possibilité pour les organisations internationales intergouvernementales d'accepter, par voie d'une « déclaration d'acceptation », les dispositions qui pouvaient être pertinentes à leur égard. Ces organisations ne deviennent donc pas parties à part entière, mais, en tant que parties acceptantes, elles peuvent devenir titulaires de droits et d'obligations vis-à-vis des autres parties à ces traités. L'acceptation par les organisations internationales est en outre subordonnée, par les traités eux-mêmes, à la condition qu'une majorité de leurs États membres soient parties au traité en question. Une exception remarquable toutefois: le Traité de l'espace de 1967 ne prévoit pas une telle acceptation par une organisation internationale intergouvernementale. Il est possible pour une telle organisation, sur base d'un acte unilatéral, d'accepter les dispositions du Traité de 1967, mais cette acceptation n'aura pas d'effet synallagmatique.
L'Agence spatiale européenne est la seule organisation internationale à avoir fait une « Déclaration d'acceptation » pour trois des traités spatiaux : l'Accord de 1968, la convention sur la responsabilité de 1972, la convention sur l'immatriculation de 1975. De ce fait elle est considérée comme « État de lancement » pour ses lancements et responsable à ce titre. En revanche, il ne lui est pas possible statutairement d'assumer la juridiction et le contrôle qui découle de l'immatriculation, cela doit être résolu au cas par cas avec ses États membres.

## Actualité et prospective
Aujourd'hui, le Droit de l'Espace fait montre d'une forte tendance à intégrer des problématiques de type économique. La privatisation et la commercialisation des activités spatiales et de leurs différentes branches (lanceurs, télécommunications, navigation par satellites…) ont, dans une certaine mesure, relégué les États au rang d'acteurs secondaires face aux opérateurs privés et aux fournisseurs de services commerciaux. Des questions telles que le transfert d'activités entre entreprises privées, la propriété intellectuelle générée en vol, l'utilisation de l'orbite géostationnaire, la multiplication des débris spatiaux ou encore l'exploitation commerciale de l'espace et des voyages spatiaux, n'en finissent plus d'occuper les juristes spécialisés.
Face à ce phénomène, de plus en plus d'États se lancent dans l'élaboration de législations spatiales destinées à réguler ce nouveau secteur. Ainsi, en 2015, les États-Unis ont-ils promulgué le Space Act, ouvrant le droit aux citoyens américains d'exploiter les ressources spatiales. De son côté et vu les intérêts considérables en jeu, l'Assemblée Générale des Nations unies et son Comité pour l'utilisation pacifique de l'espace extra-atmosphérique n'ont plus établi aucun traité spatial depuis 1979. Le consensus exigé au sein du Comité rend impossible l'adoption de nouveaux instruments internationaux à caractère normatif.

## Formations académiques
Depuis plus de 20 ans, l'Université Paris-Saclay avec l'Institut du Droit de l'Espace et des Télécommunications proposent, en partenariat avec les grandes institutions et entreprises des secteurs de l'aéronautique, de l'espace et du numérique, un Master 2 Droit des Activités Spatiales et des Télécommunications.
Le Centre du droit des espaces et des frontières de l'université Lyon 3 accueille des doctorants en droit spatial depuis plusieurs années[Quand ?][réf. souhaitée].
L'Université du Luxembourg propose un master en Droit de l'Espace, des Communications et des Médias (Space, Communication and Media Law).